# Peter Hinrich Tesdorpf (Kaufmann, 1648)

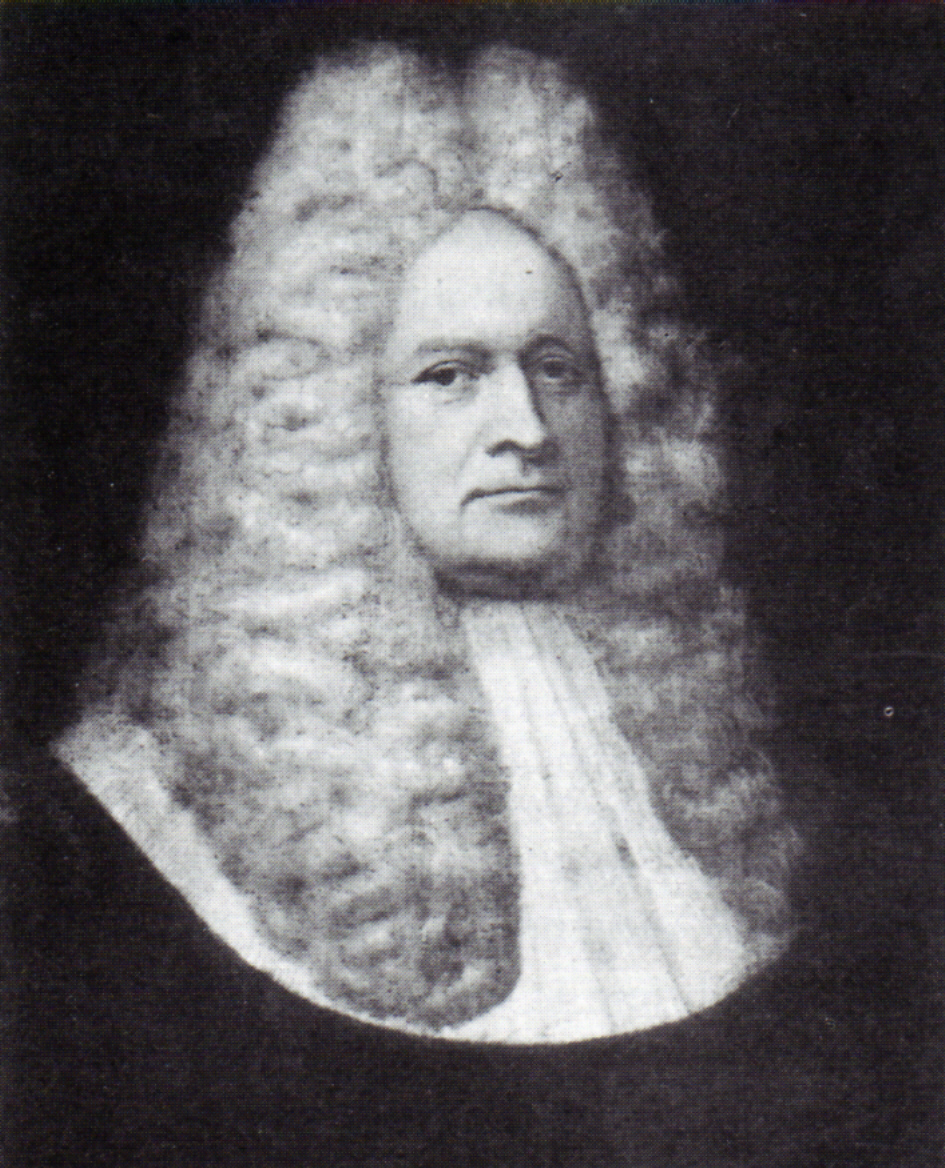
Peter Hinrich Tesdorpf, porträtiert von Balthasar Denner

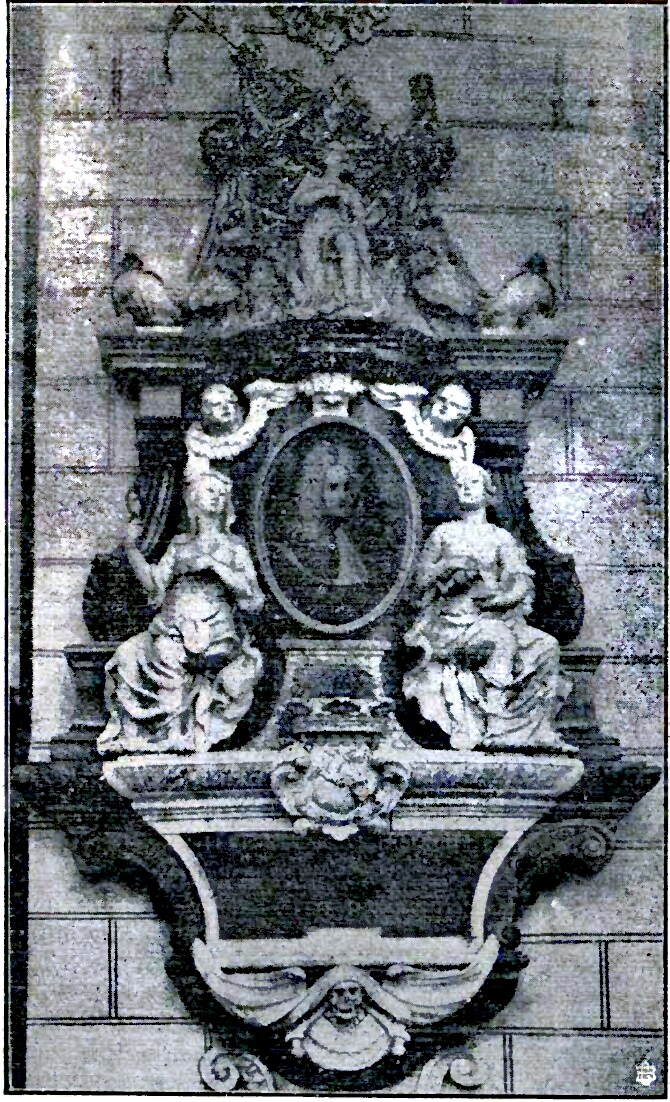
Epitaph in St. Marien

Peter Hinrich Tesdorpf (* 21. November 1648 in Schwartau; † 27. Dezember 1723 in Lübeck) war ein deutscher Fernhandelskaufmann und Bürgermeister der Hansestadt Lübeck.

## Leben
Peter Hinrich war der Sohn eines Amtsschreibers des Lübecker Fürstbischofs Johann, der auf dem Kaltenhof beim heutigen Bad Schwartau fünf Kilometer nördlich von Lübeck an der Trave einen Wirtschaftshof unterhielt.
Nach einer kaufmännischen Lehre und anschließender Tätigkeit im Geschäft des Matthäus Rodde machte er sich nach dessen Tod 1678 als Kaufmann in Lübeck mit gutem Erfolg im Weinhandel selbstständig. Einen Schwerpunkt seines Handels bildete das Portugalgeschäft über Lissabon. 1703 wurde er in den Rat der Stadt gewählt. Von 1704 bis 1706 war er Bauherr und wurde 1715 im Rat zum Bürgermeister der Stadt bestimmt.
Peter Hinrich Tesdorpf war zweimal verheiratet. Er wurde in der von ihm 1714 für 1300 Mark erworbenen Seitenkapelle der Lübecker Marienkirche bestattet. Sein Epitaph im Stil des Rokoko mit lateinischer Inschrift blieb trotz der Zerstörung der Kirche während des Luftangriffs am Palmsonntag 1942 an der Südwand der südlichen Vorhalle erhalten. Die Firma Carl Tesdorpf gilt heute als Deutschlands ältester Weinhandelsbetrieb.

## Belege
1. ↑  Text mit Erläuterung und Übersetzung bei: Adolf Clasen: Verkannte Schätze - Lübecks lateinische Inschriften im Original und auf Deutsch. Lübeck 2002, S. 51.
2. ↑  Jürgen Röder: Das ist der nächste Technologieschub in: Handelsblatt, abgerufen am 16. August 2014.

| Personendaten    | Personendaten                                                         |
| ---------------- | --------------------------------------------------------------------- |
| NAME             | Tesdorpf, Peter Hinrich                                               |
| KURZBESCHREIBUNG | deutscher Fernhandelskaufmann und Bürgermeister der Hansestadt Lübeck |
| GEBURTSDATUM     | 21. November 1648                                                     |
| GEBURTSORT       | Schwartau                                                             |
| STERBEDATUM      | 27. Dezember 1723                                                     |
| STERBEORT        | Lübeck                                                                |